# Nordeln
Nordeln ist eine Hofschaft in Halver im Märkischen Kreis im Regierungsbezirk Arnsberg in Nordrhein-Westfalen (Deutschland).

## Lage und Beschreibung
Nordeln liegt im Westen des Halveraner Stadtgebietes im Tal der Ennepe. Die Nachbarorte sind Burbach, Ober- und Niederbuschhausen, Buschhauser Hammer, Ahe, Hartmecke, Grafweg, Diekerhof, Stieneichhofen, Becke, Brenscheid, Beisen und der Nordeler Schleifkotten.
Der Ort ist über eine Straße zu erreichen, die bei Niederennepe von der Bundesstraße 229 abzweigt und die Ortschaften im Ennepetal anbindet. Bei Nordeln mündet der bei Neuenvahlefeld entspringende Rehbrauckbach in der Ennepe. Östlich des Orts liegt eine 385,3 Meter über Normalnull hohe Erhebung.

## Geschichte
Nordeln wurde erstmals 1410 urkundlich erwähnt, die Entstehungszeit der Siedlung wird aber für den Zeitraum zwischen 1050 und 1200 infolge der Rodungsphase nach der hochmittelalterlichen Territorialbildung vermutet. Nordeln ist ein Abspliss der Hofschaft Stieneichhofen.
1818 lebten acht Einwohner im Ort. 1838 gehörte Nordeln der Eickhöfer Bauerschaft innerhalb der Bürgermeisterei Halver an. Der laut der Ortschafts- und Entfernungs-Tabelle des Regierungs-Bezirks Arnsberg als Kotten bezeichnete Ort besaß zu dieser Zeit ein Wohnhaus und eine Fabrik bzw. Mühle. Zu dieser Zeit lebten sechs Einwohner im Ort, allesamt evangelischen Glaubens.
Das Gemeindelexikon für die Provinz Westfalen von 1887 gibt eine Zahl von sieben Einwohnern an, die in einem Wohnhaus lebten.
Spätestens seit dem Frühmittelalter (nach anderen Angaben seit vorgeschichtlicher Zeit) querte bei Nordeln eine wichtige Altstraße von Wipperfürth nach Breckerfeld die Ennepe. Westlich vom Ort befindet sich auf dem Bollberg ein Ringwall, der nach Ausgrabungen (Keramikfunde aus dem 9. Jahrhundert) und neueren Forschungen als fränkische Ausbau- und Fliehburg zur Sicherung diese Altstraße gedeutet wird.